# ザテトラーク
ザテトラーク（The Tetrarch、1911年 - 1935年）は、アイルランドの競走馬である。
奇妙な斑点模様を持つことで知られる一方、抜群のスピードを武器に短距離で圧倒的な強さを誇り、種牡馬としても成功した。
イギリスでは20世紀最強の2歳馬とされる。競走馬名の由来はヘロデ・アンティパスの称号「テトラーク（Tetrarch、四分封領主）」から。
本馬の父ロアエロドがヘロデ大王をフランス語読みしたもので、その息子ヘロデ・アンティパスにちなんで名付けられた。あだ名は「Spotted Wonder」（驚異のまだら）。

## 生涯

### 誕生
ザテトラークは1911年4月22日、アイルランドキルデア県のストラファン・ステーション牧場で生まれた。同牧場の経営者エドワード・ケネディは当時イギリスでほとんど消え去ったヘロド系（三大父系のひとつ）の復興に情熱を注いでいた。ケネディはフランスとオーストラリアからヘロド系の種牡馬を輸入し交配してみたがあまり結果を出せず、これはかえってオーストラリアでもヘロド系を滅ぼす結果に終わった。
1912年、ケネディが生産したダークロナルドが出走していたドンカスターカップに、フランス産のロアエロドという名の芦毛馬が遠征しダークロナルドを負かして2着に入った。ロアエロドがヘロド系だと知ったケネディは同馬を2000ポンドで購入した。なおロアエロド（Roi Herode、ヘロデ大王）とは英語に直すと「King Herod」になり、ヘロド系の根幹種牡馬キングヘロド（一般にヘロドと呼ばれる）と同じ名前になる。゜ロアエロドは1910年に脚を痛めて競走馬を引退し、ストラファン・ステーション牧場で3頭の繁殖牝馬と交配した。そのうちの一頭がザテトラークの母・ヴァーレンであった。誕生時のザテトラークは栗毛に芦毛と黒毛のまだら模様（ベンドア斑）を持ち、雄大な体格をしていた。成長するにつれて馬体は白さを増していった。
1912年、セリ市に上場されたザテトラークはアティ・パース調教師によって1300ギニーで落札された。落札額はこのときのセリ市における最高額に近いもので、パースは代金を支払いきれず、いとこのダーマット・マッカルモントに転売した。ザテトラークという競走馬名もこのとき決定した。
翌1913年、パースが調教のためにザテトラークを含む2歳の管理馬4頭を同時に走らせてみたところ、ザテトラークはほかの馬を大きく引き離した。数日後3歳馬といっしょに走らせてみたところふたたび独走した。さらに数日後、57.2キロの斤量を背負わせた際も同様の走りを見せた。
見栄えの良い馬格ではなく障害向きとされ、去勢されかかった。

### 競走馬時代

#### 1913年
1913年4月17日、ザテトラークはニューマーケット競馬場で行われた芝1000メートルのレースでデビューした。人気は3番人気であったがスタート直後から他馬を引き離し、そのまま先頭でゴールした。このときザテトラークが全力疾走したのは最初の1ハロンだけであったといわれている。6月に入り、ザテトラークはウッドコートステークス（芝1200メートル）、コヴェントリーステークス（芝1200メートル）を連勝した。コヴェントリーステークスにおける2着馬との着差は公式記録では10馬身だが、実際には50馬身で、ほかの競走馬の馬主の名誉のために主催者側が配慮したとも伝えられている。
4戦目のナショナルブリーダーズステークス（芝1000メートル）ではスタートで大きく出遅れ（スタート後その場に膠着したため。伝承では約200メートルの遅れをとったとされている）、カランドリアをクビ差交わして優勝した。このレースがザテトラークの競走生活における唯一の辛勝である。騎乗していたスティーヴ・ドノヒューによるとザテトラークには気に入らないことがあるとその場に留まって動かなくなる癖があり、その癖が原因で膠着した。
5戦目のラウスメモリアルステークス（芝1200メートル）ではパドックから本馬場への移動中に膠着を起こし、レースのスタートを1時間遅らせるアクシデントを引き起こしたがレースでは問題を見せず、翌年のエプソムオークス優勝馬プリンセスドリーに6馬身の差をつけて優勝、9月に入り6戦目のチャンピオンブリーダーズフォールステークス（芝1000メートル）と7戦目のシャンペンステークス（芝1200メートル）もそれぞれ4馬身、3馬身の差をつけて勝った。
チャンピオンブリーダーズフォールステークスのあと、陣営はインペリアルプロデュースステークスを目標に調整を進めたが、調教中にザテトラークは後脚を右前脚の球節にぶつける、追突と呼ばれるアクシデントに見舞われた。追突によるケガのため陣営はインペリアルプロデュースステークスへの出走を見合わせ、ザテトラークはその後レースに出走することなく7戦7勝で1913年のシーズンを終えた。この年の2歳フリーハンデにおいて、ザテトラークは2歳のチャンピオン決定戦であるミドルパークプレートの優勝馬コーシラよりも10ポンド重い首位に評価された。

#### 1914年
翌1914年、陣営は2000ギニーを目標に調整を進めたが間に合わず、目標をダービーステークスに切り替えた。しかし調教中に前年と同じ右前脚の球節を追突により負傷した。このときの傷は前年のときよりも深く、馬主のマッカルモントはザテトラークの引退を決断した。
賞金は11336ポンドを稼ぎ、セントサイモンの再来とまで言われた。

### 競走馬引退後

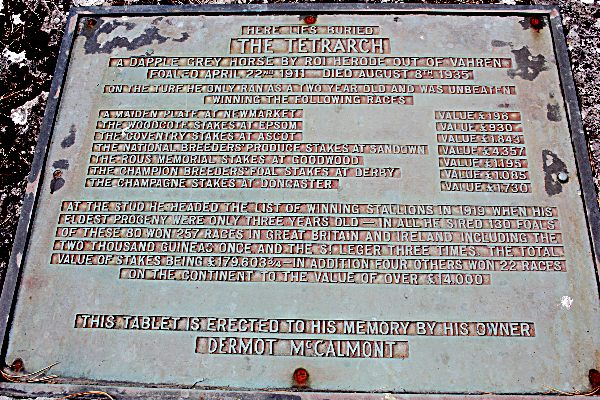
ザテトラークの墓碑

競走馬引退後、ザテトラークは種牡馬となり、マッカルモントが所有するバリーリンチ牧場で繋養された。種付け料は300ギニーに設定された。種牡馬としてのスタートは快調で、1919年にはイギリスのリーディングサイアーとなった。ザテトラークの種付け料は1921年には500ギニーに高騰した。
しかしザテトラークの種牡馬としての成功は長続きしなかった。種付けが嫌いという特徴があったためである。種付けには時間を要し、途中でやめてしまうこともしばしばあった。交配中にわざと尾の付け根を痙攣させて射精したかのように見せかけるなど、種付けをやめるための手段は手が込んでいた。ザテトラークの産駒数は1922年生まれが12頭、1923年生まれが10頭、1924年生まれが4頭と減少を続け、1927年以降はまったく誕生しなくなった。ザテトラークが生涯に生み出した産駒は130頭であった。それでも産駒は合計257勝をあげ、前述のように1919年にはイギリスリーディングサイアーを獲得している。
ザテトラークは1935年8月8日、バリーリンチ牧場で死亡した。イギリスにおいて種付けのできない種牡馬はアリシドンのように殺処分されることが多く、ザテトラーク死亡のニュースを耳にした者の多くは死に対してではなく、種牡馬失格の烙印を押されてなお生存していたことに驚いたという。
ザテトラークの代表産駒は2000ギニー勝ち馬テトラテマ、快速牝馬ムムタズマハルである。
戦績から短距離馬の様に思えるが、長距離を走らなかったのは故障の影響によるもので、スタミナに富んだセントレジャーステークス勝ち馬を3頭輩出した。。

直系子孫は先細りで現在は残っていない。
ザテトラークの資質をもっともよく受け継いだのはムムタズマハルとされており、その子孫にはナスルーラ、マームード、シャーガー、オーソーシャープなど数多くの名馬がいる。

日本へは戦前にテトラテマの産駒セフトが輸入され、トキノミノル、ボストニアンなど多くの活躍馬を出し成功した。

## 特徴・逸話

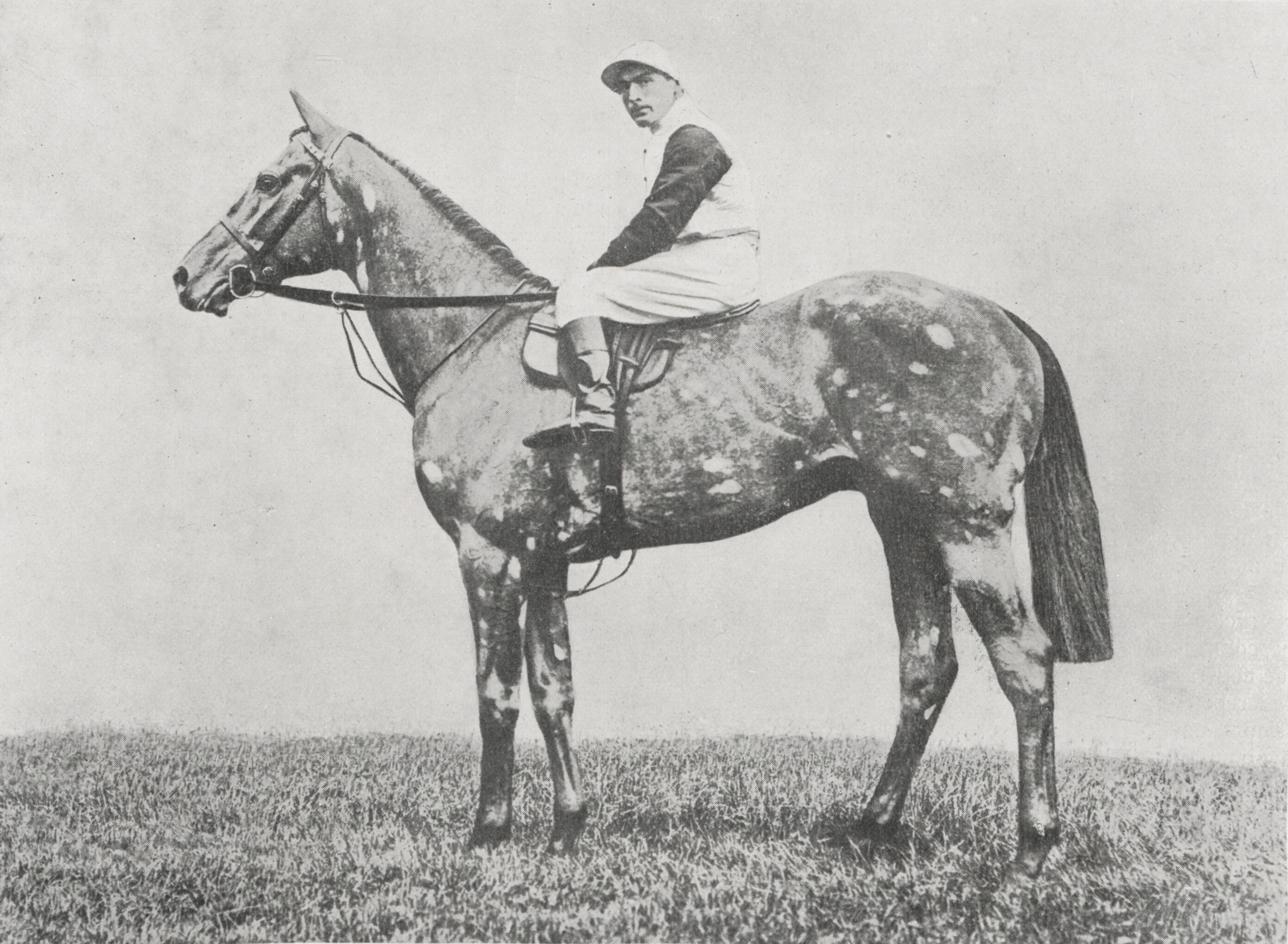
1913年に撮影されたザテトラーク
斑点模様のついた毛色であることがわかる

### 毛色
芦毛の馬体に大きな黒い斑点模様のついた奇妙な毛色をしており、馬体も貧弱だったためみすぼらしい馬と1歳時のセリに出された時に嘲笑を浴びる事となった。。

この奇妙な毛色は7代父のパンタルーンや母の祖父であるベンドアにも現れており何らかの遺伝子が作用したと考えられている。

ザテトラークの代表産駒の一頭であるムムタズマハルにもこの特徴は受け継がれ、現在でもまれに発現することで知られている。

また、この時代には稀少であった芦毛を持ち、父ロアエロドとともに芦毛中興の祖となった。現在の芦毛馬の多くがこの父子を元にしている。

### 「奇跡の血量」
競走馬の交配や競馬競走の予想などで用いられる血統理論の一つに、インブリードというものがある。インブリードによる効果を効率的に高める手法の一つとして、名馬の孫と曾孫を交配して3×4あるいは4×3のクロスを持たせる「奇跡の血量18.75%」という考え方がある。日本で「奇跡の血量」が有名となったきっかけは、1951年の東京優駿優勝馬トキノミノルがザテトラークの3×4のクロスを持っていたことにあった。

### 嫌いなもの
ザテトラークは前述のように種付けを嫌ったが、ほかにも嫌いなものが2つあった。1つは薬を飲むことで、あるときアロエの丸薬を噛み砕いて味わった苦さが原因であった。もう1つは見知らぬ人間が装蹄をすることで、レースの際には厩舎所属の装蹄師を帯同させる必要があった。デビュー戦の前に競馬場所属の装蹄師が装蹄しようとしたところ、蹴り殺されそうになったことがある。

### 種付料の褒美
人気種牡馬として高い種付料を得た事でマッカルモントはザテトラークの銅像を建てねばバチが当たろうとからかわれた。

## おもな産駒
- テトラテマ（2000ギニー）
- カリグラ（セントレジャーステークス）
- ポレマーク（セントレジャーステークス）
- サーモントラウト（セントレジャーステークス）
- ムムタズマハル

## 血統表
ザテトラークの誕生時、父ロアエロドの種付け料は18ギニーであったが、ザテトラークの活躍により300ギニーにまで高騰した。しかしロアエロドはザテトラーク以外に目立った活躍馬を生み出すことができなかった。
| ザテトラークの血統（ヘロド系 / Doncaster4×4=12.5% Rouge Rose4×4=12.5% Speculum4×4=12.5%） | ザテトラークの血統（ヘロド系 / Doncaster4×4=12.5% Rouge Rose4×4=12.5% Speculum4×4=12.5%） | ザテトラークの血統（ヘロド系 / Doncaster4×4=12.5% Rouge Rose4×4=12.5% Speculum4×4=12.5%） | （血統表の出典）   | （血統表の出典） |
| 父 Roi Herode 1904 芦毛                                                                   | 父の父Le Samaritan 1895 芦毛                                                              | Le Sancy                                                                                  | Atlantic           | Atlantic         |
| 父 Roi Herode 1904 芦毛                                                                   | 父の父Le Samaritan 1895 芦毛                                                              | Le Sancy                                                                                  | Gem of Gems        |                  |
| 父 Roi Herode 1904 芦毛                                                                   | 父の父Le Samaritan 1895 芦毛                                                              | Clementina                                                                                | Doncaster          | Doncaster        |
| 父 Roi Herode 1904 芦毛                                                                   | 父の父Le Samaritan 1895 芦毛                                                              | Clementina                                                                                | Clemence           |                  |
| 父 Roi Herode 1904 芦毛                                                                   | 父の母Roxelane 1894 栗毛                                                                  | War Dance                                                                                 | Galliard           | Galliard         |
| 父 Roi Herode 1904 芦毛                                                                   | 父の母Roxelane 1894 栗毛                                                                  | War Dance                                                                                 | War Paint          |                  |
| 父 Roi Herode 1904 芦毛                                                                   | 父の母Roxelane 1894 栗毛                                                                  | Rose of York                                                                              | Speculum           | Speculum         |
| 父 Roi Herode 1904 芦毛                                                                   | 父の母Roxelane 1894 栗毛                                                                  | Rose of York                                                                              | Rouge Rose         |                  |
| 母 Vahren 1897 栗毛                                                                       | 母の父Bona Vista 1889 栗毛                                                                | Bend Or                                                                                   | Doncaster          | Doncaster        |
| 母 Vahren 1897 栗毛                                                                       | 母の父Bona Vista 1889 栗毛                                                                | Bend Or                                                                                   | Rouge Rose         |                  |
| 母 Vahren 1897 栗毛                                                                       | 母の父Bona Vista 1889 栗毛                                                                | Vista                                                                                     | Macaroni           | Macaroni         |
| 母 Vahren 1897 栗毛                                                                       | 母の父Bona Vista 1889 栗毛                                                                | Vista                                                                                     | Verdure            |                  |
| 母 Vahren 1897 栗毛                                                                       | 母の母Castania 1889 栗毛                                                                  | Hagioscope                                                                                | Speculum           | Speculum         |
| 母 Vahren 1897 栗毛                                                                       | 母の母Castania 1889 栗毛                                                                  | Hagioscope                                                                                | Sophia             |                  |
| 母 Vahren 1897 栗毛                                                                       | 母の母Castania 1889 栗毛                                                                  | Rose Garden                                                                               | Kigcraft           | Kigcraft         |
| 母 Vahren 1897 栗毛                                                                       | 母の母Castania 1889 栗毛                                                                  | Rose Garden                                                                               | Eglentyne F-No.2-o |                  |